# Ski acrobatique aux Jeux olympiques de la jeunesse d'hiver de 2020
Navigation
2016 2024
Les huit épreuves de ski acrobatique aux Jeux olympiques de la jeunesse d'hiver de 2020 ont lieu du 18 au 22 janvier 2020 à Leysin et Villars-sur-Ollon en Suisse.

## Résultats

### Hommes
| Épreuve    | Or             | Or            | Argent        | Argent       | Bronze           | Bronze           |
| ---------- | -------------- | ------------- | ------------- | ------------ | ---------------- | ---------------- |
| Big air    | Matěj Švancer  | 186,00 pts    | Kiernan Fagan | 183,00 pts   | Orest Kovalenko  | 179,50 pts       |
| Half-pipe  | Andrew Longino | 94,00 pts     | Hunter Carey  | 86,00 pts    | Luca Harrington  | 80,66 pts        |
| Slopestyle | Kiernan Fagan  | 90,66 pts     | Melvin Morén  | 89,33 pts    | Hunter Henderson | 88,66 pts        |
| Ski cross  | Erik Wahlberg  | Erik Wahlberg | Artem Bazhin  | Artem Bazhin | Andrei Gorbachev | Andrei Gorbachev |

### Femmes
| Épreuve    | Or                    | Or                    | Argent          | Argent          | Bronze                | Bronze               |
| ---------- | --------------------- | --------------------- | --------------- | --------------- | --------------------- | -------------------- |
| Big air    | Gu Ailing             | 171,25                | Kirsty Muir     | 170,00          | Jennie-Lee Burmansson | 151,75               |
| Half-pipe  | Gu Ailing             | 93,00                 | Li Fanghui      | 85,66           | Hanna Faulhaber       | 77,33                |
| Slopestyle | Kelly Sildaru         | 93,75                 | Gu Ailing       | 93,25           | Jennie-Lee Burmansson | 90,00                |
| Ski cross  | Marie Karoline Krista | Marie Karoline Krista | Diana Cholenská | Diana Cholenská | Vladislava Baliukina  | Vladislava Baliukina |

## Tableau des médailles
| Rang  | Nation           | Or | Argent | Bronze | Total |
| ----- | ---------------- | -- | ------ | ------ | ----- |
| 1     | Chine            | 2  | 2      | 0      | 4     |
| 2     | États-Unis       | 1  | 2      | 2      | 5     |
| 3     | Suède            | 1  | 1      | 2      | 4     |
| 4     | Tchéquie         | 1  | 1      | 0      | 2     |
| 5     | Canada           | 1  | 0      | 0      | 1     |
| 5     | Estonie          | 1  | 0      | 0      | 1     |
| 5     | Suisse           | 1  | 0      | 0      | 1     |
| 8     | Russie           | 0  | 1      | 2      | 3     |
| 9     | Grande-Bretagne  | 0  | 1      | 0      | 1     |
| 10    | Nouvelle-Zélande | 0  | 0      | 1      | 1     |
| 10    | Ukraine          | 0  | 0      | 1      | 1     |
| Total | Total            | 8  | 8      | 8      | 24    |